# Frelichov
Frelichov (polsky Frelichów, německy Fröhlichhof) je vesnice v jižním Polsku ve Slezském vojvodství v okrese Těšín v gmině Chyby. Leží na území Těšínského Slezska poblíž Goczałkowické přehrady a patří k rybníkářské oblasti zvané Žabí kraj. Ke dni 31. 12. 2014 zde žilo 647 obyvatel, rozloha obce činí 2,94 km².
Počátky obce souvisejí se zřízením v roce 1698 velkostatku Těšínské komory Fröhlichhof („Veselý dvůr“). K jejímu dalšímu vývoji došlo díky osidlování a obhospodařování místa po vyschlých rybnících – průběh hlavních ulic Polna, Olchowa a Kwiatowa odráží průběh někdejších rybničních hrází. Mezi Frelichovem a Záříčím nebo Chybami neexistují přirozené hranice, jejích zástavba se vzájemně prolíná.